# L'Argent fou
L'Argent fou («Бешеные деньги») (au début: Tout ce qui brille n'est pas or «Не всё то золото, что блестит») est une comédie en cinq actes du dramaturge russe Alexandre Ostrovski. L'écriture de la pièce est terminée en novembre 1869 et publiée dans Les Annales de la Patrie dans le n° 2 de l'année 1870. La première a lieu le 16 avril 1870 au Théâtre Alexandra de Saint-Pétersbourg. Elle est jouée au Théâtre Maly de Moscou le 6 octobre 1870.

## Argument
Trois hommes briguent la main de Lidia, belle jeune femme mondaine de la petite aristocratie moscovite, mais habituée à vivre sur un grand pied à crédit. Indifférente aux sentiments, et non dépourvue d'intelligence et d'esprit, elle ne songe qu’à choisir le meilleur parti. Tout le monde autour d'elle dépense sans penser au lendemain.
Vassilkov, énergique homme d'affaires provincial arrivé à Moscou se présentant comme « honnête » au cœur bon, mais en fait calculateur, a vite compris que la jolie Lidia était sensible à l'argent et que sa mère était au bord de la ruine. Pour lui, tout s'achète sous couvert de morale. Mais est-il si riche que cela?
Gloumov, personnage de la pièce Le Plus malin s'y laisse prendre, continue de rêver d'épouser une femme riche. Comme auparavant, il est toujours malicieux et prêt aux intrigues, se jouant de ses amis, ne dédaignant pas de leur adresser des lettres anonymes. Il ne parvient pas à ses fins. À la fin de la pièce, il annonce être devenu le secrétaire particulier d'une dame âgée qui l'emmène à Paris. Sera-t-il son héritier? 
Lidia une fois mariée à Vassilkov découvre qu'il veut mettre fin à ses dépenses inconsidérées. Elle se tourne vers Tchoukoumov et Teliatev en quête d'argent, leur promettant ses faveurs en retour; mais ils vivent à crédit et n'ont rien. Le nouveau mari est-il prêt à dépenser de l'argent pour les caprices de sa femme ou son mariage est-il un calcul et un accord conclu entre une mondaine et un homme d'affaires? Les créanciers font l'assaut de la maison. Vassilkov oblige finalement sa femme à tenir le ménage de sa mère en province pour apprendre son métier de femme d'intérieur; si elle passe cette épreuve, alors elle pourra plus tard l'aider dans sa carrière dans les salons de Saint-Pétersbourg.

## Personnages
- Savva Guennaditch Vassilkov, provincial d'environ 35 ans. Il parle avec un léger accent marquant les «о», emploie des dictons qu'utilisent les habitants des villes du cours moyen de la Volga: « pour sûr» — au lieu de «oui»; «Dieu me garde» — plutôt qu'une négation, «mon pays» — plutôt que «mon voisin». Son côté provincial se remarque aussi dans sa façon de s'habiller.
- Ivan Pétrovitch Téliatiev, aristocrate oisif, 40 ans environ.
- Grigori Borissovitch Koutchoumov, la soixantaine, gentilhomme se donnant de l'importance, à la retraite avec un petit rang, il a de nombreux parents titrés du côté de sa femme et du côté de sa mère.
- Egor Dmitritch Gloumov.
- Nadejda Antonovna Tcheboxarova, dame d'un certain âge aux manières importantes.
- Lidia Iourievna, sa fille, 24 ans, épouse de Vassilkov.
- Vassili Ivanovitch, maître d'hôtel de Vassilkov.
- Andreï, valet des Tcheboxarov.
- Grigori, valet de Teliatiev.
- Nikolaï, valet de Koutchoumov.
- femme de chambre des Tcheboxarov.
- garçon de café.
- promeneurs.

## Analyse
Dans cette pièce, comme dans la plupart de ses œuvres, Ostrovski développe le thème de la crise de la noblesse. Ostrovski remarque la nouvelle attitude de la noblesse vis-à-vis de la bourgeoisie. Elle s'adapte au nouvel ordre des choses, certains de ses représentants entrent dans la bourgeoisie, apprennent d'elle de nouvelles méthodes de vol et de brigandage. La tyrannie mesquine et l'arrogance, la confiance dans leur droit à une position privilégiée laissent place à la ruse, à l'hypocrisie et au calcul.
Sergueï Douryline dans son livre Elena Mitrofanovna Chatrova (1958)  analyse comment cette grande actrice du théâtre classique russe a interprété le personnage de Lidia Tcheboxarova: «Il est facile de transformer Lidia Tcheboxarova en une image au pochoir d'une coquette mondaine et froide, rêvant d'entrer dans les droits d'une dame de la société, conquérante des cœurs. C'est ainsi que l'on jouait ce rôle avant la révolution. Nous n'avons pas continué cette tradition de l'ancien théâtre jugée comme trop simpliste, non plus que ce nouveau modèle de certaines scènes soviétiques qui en fait une caricature anti-noble, trop élémentaire et réductrice. Dans le jeu de Chatrova, il n'y a de trace ni de la première manière, ni de l'autre. Elle joue doucement, subtilement et sincèrement. Lidia n'est pas montrée comme coquette. C'est une jeune femme que l'on rencontre couramment, dotée d'une jolie apparence et d'un état d'esprit quelque peu ironique. Si elle avait grandi dans un milieu différent, avec des conceptions différentes, elle aurait pris une autre place dans la vie. Mais Lidia est née et a grandi dans une atmosphère pernicieuse de douceur de vivre aristocratique, elle ne connaît pas d'autre morale que la loi de l'égoïsme  illimité et du contentement de soi. Mais a-t-elle seulement cette moralité? Est-elle pleinement responsable de la corruption de cette morale?»

## Adaptation à l'écran
- 1968: L'Argent fou spectacle télévisé en deux épisodes de Leningradskaïa stoudia televidenia, avec Nonna Samarina (Lidia), Vsevolod Kouznetsov (Vassilkov)[2]
- 1978: L'Argent fou, spectacle télévisé du Théâtre Maly[3],[4], avec Youri Kaïourov (Vassilkov), Elina Bystritskaïa (Lidia), Nikita Podgorny (Teliatev), Irina Likso (Mme Tcheboxarova).
- 1981: L'Argent fou, film (URSS) d'Evgueni Matveïev, avec Pavel Kadotchnikov, Leonid Kouravliov, Elena Soloveï, Alexandre Mikhaïlov, Lioudmila Nilskaïa[5]

## Traductions françaises
- Lily Denis (1919-2015), L'Argent fou, 2000